# منتخب تنزانيا للكريكت
منتخب تنزانيا للكريكت (بالإنجليزية: Tanzania national cricket team)‏ هو ممثل تنزانيا الرسمي في المنافسات الدولية في الكريكت
.